# 歌え!ヒット・ヒット
『歌え!ヒット・ヒット』（うたえ ヒット・ヒット）は、テレビ東京系列局ほかで放送されていたテレビ東京製作の音楽バラエティ番組である。テレビ東京系列局では1988年10月23日から1989年3月26日まで、毎週日曜 19:00 - 19:54 （日本標準時）に放送。

## 概要

### 前期
前期には、前身の『ヤンヤン歌うスタジオ』や『歌え!アイドルどーむ』との差別化を図ってドラマ仕立てで展開していた。
架空のテレビ局を舞台とするドラマで、植草克秀が新米スタッフ役、秋野暢子と太平サブローが先輩役、太平シローが制作局長役で出演。サブローが大阪出身の人物設定で関西弁を話し、シローが東京出身の人物設定で標準語を話していた。
番組中盤には、前番組でナレーターを務めていた田代まさしが担当する「エディーマーシーが行く」のコーナーもあった。内容は、田代が用意した七つ道具で子供たちがゲームをするというものであった。

### 後期
ドラマ仕立てを廃し、スタジオ公開形式へとリニューアル。植草と秋野が司会者となり、サブロー・シローは降板した。田代のコーナーは継続。

## 出演者

### レギュラー
- 植草克秀（少年隊）
- 秋野暢子
- 太平サブロー・シロー - 前期のみに出演。
- 田代まさし
- ほか

### ナレーター
- 山寺宏一

## 放送局
| 放送対象地域   | 放送局         | 系列                          | 放送日時           | 備考                                     |
| -------------- | -------------- | ----------------------------- | ------------------ | ---------------------------------------- |
| 関東広域圏     | テレビ東京     | テレビ東京系列                | 日曜 19:00 - 19:54 | 製作局                                   |
| 愛知県         | テレビ愛知     | テレビ東京系列                | 日曜 19:00 - 19:54 | 同時ネット                               |
| 大阪府         | テレビ大阪     | テレビ東京系列                | 日曜 19:00 - 19:54 | 同時ネット                               |
| 岡山県・香川県 | テレビせとうち | テレビ東京系列                | 日曜 19:00 - 19:54 | 同時ネット                               |
| 北海道         | 札幌テレビ     | 日本テレビ系列                | 土曜 17:00 - 17:55 | 1988年10月29日から1989年4月1日まで放送。 |
| 山形県         | 山形放送       | 日本テレビ系列 テレビ朝日系列 | 木曜 17:00 - 17:55 | [ 5 ]                                    |
| 新潟県         | 新潟総合テレビ | フジテレビ系列                | 日曜 10:00 - 10:55 | [ 6 ]                                    |
| 長野県         | 長野放送       | フジテレビ系列                | 土曜 16:00 - 16:54 | [ 7 ]                                    |
| 広島県         | 広島テレビ     | 日本テレビ系列                | 金曜 16:00 - 16:55 | [ 8 ]                                    |
| 高知県         | 高知放送       | 日本テレビ系列                | 日曜 15:00 - 15:55 | [ 9 ]                                    |
| 熊本県         | 熊本放送       | TBS系列                       | 土曜 17:00 - 17:55 | [ 10 ]                                   |